# باري نولز
باري نولز (بالإنجليزية: Barry Knowles)‏ (25 أبريل 1959 بويغان في المملكة المتحدة - ) هو لاعب كرة قدم بريطاني في مركز الدفاع. لعب مع نادي ساوثبورت وويغان أتلتيك ونادي بارو ونادي ألترينتشام ونادي رانكورن هالتون.